# Idaea pervertipennis
Idaea pervertipennis är en fjärilsart som beskrevs av George Duryea Hulst 1900. Idaea pervertipennis ingår i släktet Idaea och familjen mätare. Inga underarter finns listade i Catalogue of Life.